# Шифра обележених линија
Шифра обележених линија је принцип у неурофизиологији. Наиме, информације о деловању стимулуса преносе се од рецептора аферентном путањом до специфичних зона ЦНС-а. Из сваке појединачне чулне ћелије информације у виду акционих потенцијала пристижу увек истим путем до специфичних анализаторских зона мозга, тако да активација једног чулног рецептора увек доводи до активације једног одређеног дела сензорне зоне мозга. За сваки чулни модалитет из сваке појединачне чулне ћелије постоје дефинисани сензорни путеви, системи веза, који омогућавају дешифровање информације о природи стимулуса, односно модалитету енергије која је деловала на организам, као и о месту деловања те енергије. 

## Сензорни хомункулус
Кортикални хомункулус је искривљена репрезентација људског тела, заснована на неуролошкој „мапи“ области и пропорција људског мозга посвећених обради моторичких функција, или сензорних функција, за различите делове тела. Нервна влакна - која проводе соматосензорне информације из целог тела - завршавају се у различитим областима паријеталног режња у можданој кори, формирајући репрезентативну мапу тела. Односно, делови око усана, на лицу, јагодицама прстију, и још нека тактилно осетљива места имају већу густину тактилних рецептора па су више репрезентовани у соматосензорној мапи коре великог мозга, а хомункулус је модел ове представе, код кога су делови тела представљени пропорционално кортикалној презентацији тих деова у соматосензорној зони.  Осим примарне сензорне зоне, за сваки сензорни модалитет постоје и секундарне и помоћне зоне до којих пристижу информације из чулних рецептора, где се анализирају и упоређују са претходним искуством, на основу чега долази до перцепције. 
Реч хомункулус је латински за „мали човек“ или „минијатурни човек“, и био је термин који се користио у алхемији и фолклору много пре него што је научна литература почела да га користи. Кортикални хомункулус, или "човек из кортекса", илуструје концепт репрезентације тела које лежи у мозгу.  